# Pterobryon convolutum
Pterobryon convolutum là một loài rêu trong họ Pterobryaceae. Loài này được (Dozy & Molk.) Bosch & Sande Lac. mô tả khoa học đầu tiên năm 1863.